# 高素榮
高素榮（1972年10月6日—），韓國女演員。
一男一女中的老么，在首爾出生，2歲開始直到6歲在日本長大。瑞草小學、瑞雲初中、果川女子高中、中央大學演劇學科畢業。中央大學藝術大學院碩士班中途退學，高麗大學理科大學院電腦資訊系進修。1992年以KBS電視劇《明天的愛》出道。
2009年11月5日，正式發表與韓國演員張東健以戀人關係交往中，2010年5月2日和張東健結婚。2010年生下一子。

## 演出作品

### 電視劇
- 1992年：KBS《明天的愛》
- 1993年：MBC《母親的海》
- 1994年：MBC《兒子的女人》
- 1995年：MBC《淑熙》
- 1996年：MBC《星》
- 1996年：SBS《幸福的開始》
- 1997年：SBS《女人》
- 1998年：KBS《赤腳青春》
- 1998年：MBC《記憶》
- 2007年：SBS《藍魚》飾演 鄭恩秀
- 2017年：KBS《完美的妻子》飾演 沈在福

### 電影
- 1990年：《朋友呀朋友呀》
- 1994年：《九尾狐》
- 1997年：《哈利路亞》
- 1997年：《心跳》
- 1998年：《初吻》
- 1998年：《如果太陽從西邊出來》
- 1999年：《戀風戀歌》
- 1999年：《愛》
- 2001年：《一天》
- 2003年：《雙重間諜》
- 2006年：《公寓》
- 2007年：《姐姐走了》

## 外部連結
- 高素榮的Instagram帳戶